# Guillermo Landa y Escandón
Guillermo de Landa y Escandón (Ciudad de México, 2 de mayo de 1842-Cannes, Francia, 1 de marzo de 1927) fue un político y empresario mexicano. Fue Gobernador del Distrito Federal y miembro del grupo de Los Científicos.

## Biografía
Nació en 1842 en la Ciudad de México. Sus padres, José María Landa Martínez (1811-1876) y María Francisca Escandón Garmendia (1815-1869), fueron partidarios de Maximiliano I de México. Estudió en el Stonyhurst College de Lancashire, Inglaterra, entre 1858 y 1862. Durante su juventud, viajó por la Gran Bretaña e Irlanda, España y Francia, donde la familia habitaba y tenía varias propiedades. Se casó con Sofía de Ossio y del Barrio. En 1922 compró el Castillo de Lickleyhead, en Escocia, para su hija, María de la Luz Landa y Ossio, casada con William Douglas Arbuthnot-Leslie.